# Altajvloed

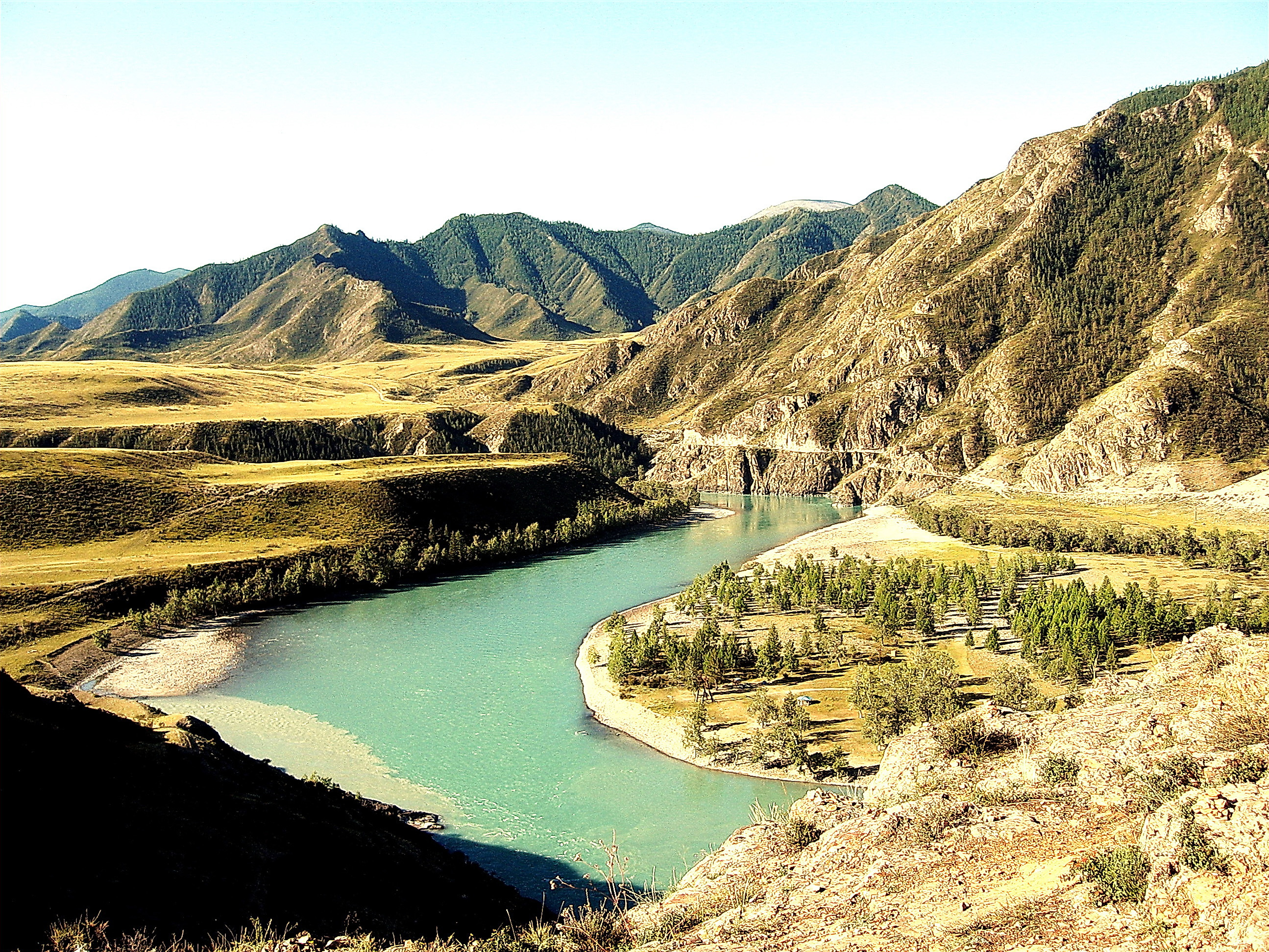
Diluviale terrassen aan de Katoen, republiek Altaj

De Altajvloed refereert aan de cataclysmische vloed(en) die, volgens sommige geomorfoligici, aan het eind van de Laatste IJstijd stroomde(n) via de rivier Katoen in de republiek Altaj. Deze doorbraken waren het resultaat van plotselinge breuken van ijsdammen in de Tsjoejasteppe en Koerajsteppe.

## Hypothese van meerdere vloedgolven
Mogelijk hebben zich meerdere vloedgolven voorgedaan.

## Huidig begrip
Gletsjers die van het Altajgebergte afdaalden, vormden aan het einde van de laatste ijstijd, 15.000 tot 12.000 jaar geleden, een dam in de Tsjoeja, een grote zijrivier van de Katoen, waardoor een groot meer van ijs ontstond. De Tsjoeja- en Koeraj-bassins maakten onderdeel uit van dat meer van ijs. Het meer werd almaar wijder en dieper tot op een moment de ijsdam van 650 meter hoog het begaf, en er een rampzalige vloed doorbrak, die de loop van de Katoen volgde. Deze vloed was mogelijk de grootste afgifte van vers water op aarde, want de grootte wordt vergeleken met de Missoulavloeden in Noord-Amerika.

### Periode
De tijdperken waarin zich rampzalige vloedgolven voordeden zijn niet nauwkeurig vastgesteld en ze kunnen verschillende gebeurtenissen in de tijd zijn geweest. De vloeden vonden plaatsen tussen 12.000 en 9000 v.Chr. De grootste hoeveelheid water kwam gedurende één dag vrij, met pieken van 10.000.000 m³/s (Herget, 2005).

### Route

Meren van Siberië en Centraal-Azië in de IJstijd, met bovenin de Barents-Kara ijskap en aangrenzend het Mansimeer, links de Zwarte Zee met ernaast de Kaspische Zee en het Aralmeer

Toen de ijsdam brak, stroomde het vloedwater de Tsjoeja af in de richting van de samenloop met de Katoen, volgde de Katoen in de Ob en daarna in het Mansimeer, een groot proglaciaal meer uit het Pleistoceen dat zich uitstrekte over ca. 600.000 km². Het waterniveau in het Mansimeer steeg snel en mogelijk stroomde vloedwater verder het Aralmeer, vervolgens de Kaspische Zee, de Zwarte Zee en ten slotte de Middellandse Zee in.